# Jessica Schwarz
Jessica Schwarz (Erbach, 5 maggio 1977) è un'attrice tedesca.

## Biografia
Schwarz è cresciuta a Michelstadt, dove i suoi genitori gestiscono il birrificio e il ristorante Michelstädter Rathausbräu. La sua carriera è iniziata quando è stata eletta Bravo Girl nel 1993. Poco dopo è stata due volte in prima pagina sulla rivista Bravo Girl. Quindi ha lavorato come modella e successivamente come presentatrice per la stazione televisiva musicale VIVA, dove ha moderato i programmi dei film. Era anche una presentatrice di internet alla ZDF per Wetten, dass..?. 
Successivamente si è dedicata principalmente alla professione di attrice. È diventata famosa attraverso ruoli in film di successo come Profumo - Storia di un assassino o I Buddenbrook. Ha anche suscitato grande interesse nel 2009 con la rappresentazione di Romy Schneider nel film televisivo tedesco Romy. Ha lavorato come doppiatrice nelle versioni tedesche di Flutsch e Weg e Kings of the Waves. Insieme a Elyas M'Barek, ha moderato il gala in occasione della premiazione del German Film Award 2012. 

## Vita privata

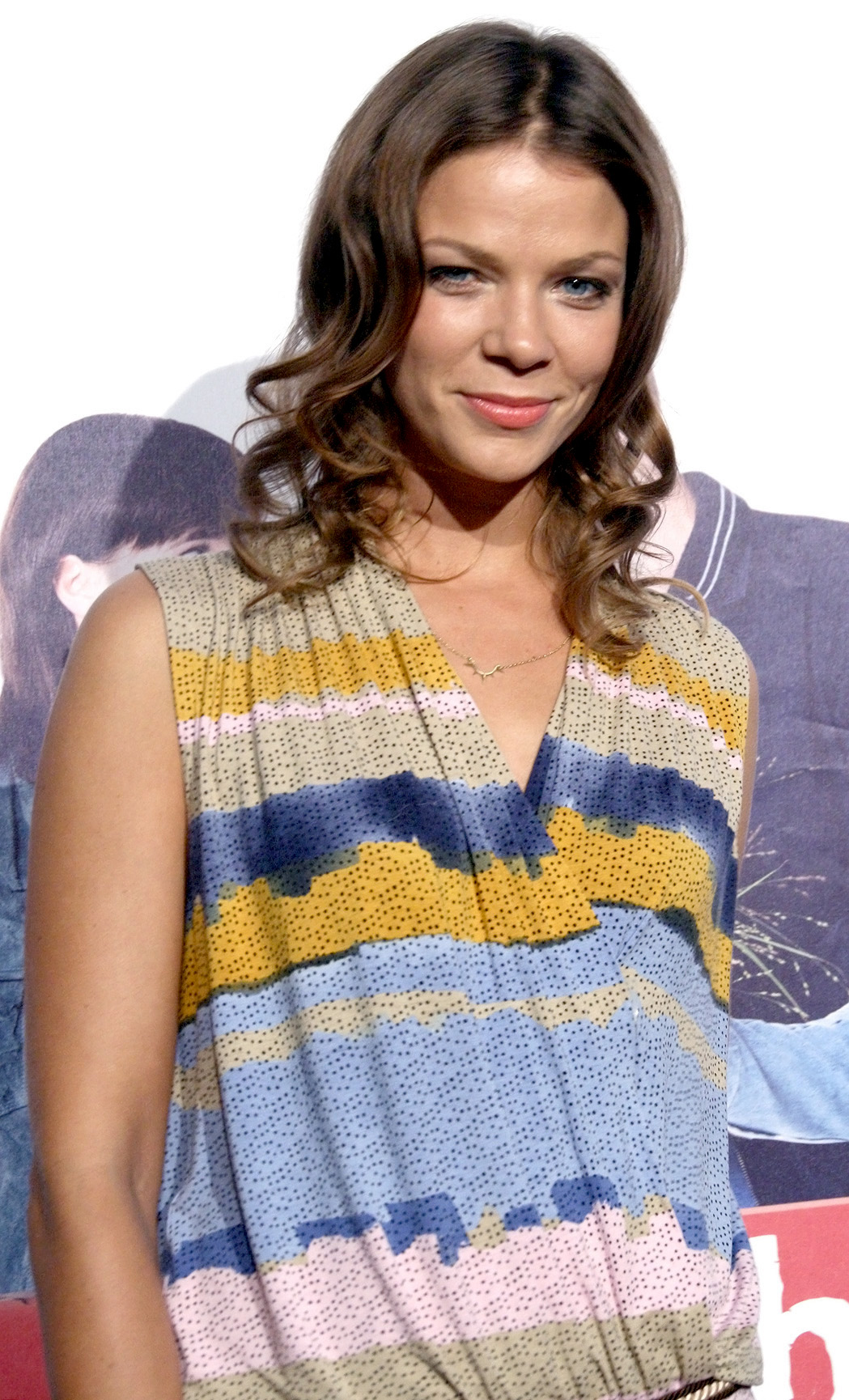
Jessica Schwarz nel 2012

Fino al 2000, l'attrice ha frequentato il comico Oliver Pocher. Schwarz e l'attore Daniel Brühl si sono incontrati nel 2001 durante le riprese di Nichts remoren e hanno avuto una relazione fino al 2006.
Nel 2008, Schwarz e sua sorella hanno aperto un hotel e un caffè nella loro città natale di Michelstadt.
Tra il 2010 e il 2019, ha avuto una relazione con il direttore della fotografia austriaco Markus Selikovsky.
Il 24 luglio 2021 ha sposato a Michelstadt il suo compagno Louis-Freytag Beckmann, con il quale si frequenta da marzo 2020 e ha aperto un hotel glamping in Portogallo nel marzo 2021. La coppia vive lì dall'estate del 2020.

## Filmografia parziale

### Cinema
- Narciso e Boccadoro, regia di Stefan Ruzowitzky (2020)
- Profumo - Storia di un assassino, regia di Tom Tykwer (2006)

### Televisione
- Romy, regia di Torsten C. Fischer – film TV (2009)
- Il barone di Münchhausen (Baron Münchhausen), regia di Andreas Linke – miniserie TV (2012)
- I delitti della Foresta Nera (Ein Schwarzwaldkrimi) – miniserie TV, 4 puntate (2019)
- Biohacker (Biohackers) – serie TV, 12 episodi (2020-2021)
- Blackout – miniserie TV, 3 puntate (2021)
- Unwanted - Ostaggi del mare, regia di Oliver Hirschbiegel – miniserie TV (2023)

## Riconoscimenti
- New Faces Award
  - 2002 – Premio come miglior attrice protagonista nel film  No Regrets
- Premio Adolf Grimme
  - 2003[8]
- Bayerischer Filmpreis
  - 2004 – Premio come miglior attrice protagonista nel film Kammerflimmern

## Doppiatrici italiane
Nelle versioni in italiano delle opere in cui ha recitato, Jessica Schwarz è stata doppiata da:
- Roberta Greganti in Romy
- Angela Brusa ne I delitti della Foresta Nera (puntate 1-2)
- Daniela Abbruzzese ne I delitti della Foresta Nera (puntate 3-4)
- Chiara Colizzi in Biohacker
- Loretta Di Pisa in Unwanted - Ostaggi del mare
- Chiara Gioncardi ne Il barone di Münchhausen